# Дерматомиозит
Дерматомиозит (др.-греч. δέρμα, δέρματος — кожа и μυς, род. пад. μύος — мышца + лат. -itis — суффикс, означающий воспаление, ДМ, болезнь Вагнера, болезнь Вагнера-Унферрихта-Хеппа, лиловая болезнь) — тяжелое прогрессирующее системное заболевание соединительной ткани, скелетной и гладкой мускулатуры с нарушением её двигательной функции, кожных покровов в виде эритемы и отёка сосудов микроциркуляторного русла с поражением внутренних органов, нередко осложняющееся кальцинозом и гнойной инфекцией.
У 25–30 % больных кожный синдром отсутствует. В этом случае говорят о полимиозите (ПМ).

## Частота
ДМ считается редким заболеванием. Чаще болеют женщины. У детей частота 1,4–2,7:100 000, у взрослых 2–6,2:100 000.[1]

## Этиология
Причины неизвестны. В настоящее время ДМ считается мультифакториальным заболеванием. Так как ДМ чаще встречается в южноевропейских странах, и заболеваемость увеличивается в весеннее и летнее время — не исключена роль инсоляции[1]. Однако наибольшее значение придаётся в настоящее время инфекционным агентам. Эпидемиологические исследования[2] указывают на частое наличие инфекционных заболеваний в течение 3-х месяцев, предшествующих началу ДМ. В качестве этиологически значимых рассматривают вирусы гриппа, парагриппа, гепатита B, пикорнавирусы, парвовирус, а также простейшие (токсоплазма). Среди бактериальных возбудителей подчёркивают роль боррелиоза и β-гемолитического стрептококка группы А.
К другим предполагаемым этиологическим факторам относят некоторые вакцины (против тифа, холеры, кори, краснухи, паротита) и лекарственные вещества (Д-пеницилламин, гормон роста).

## Классификация

### По происхождению
- идиопатический (первичный);
- паранеопластический (вторичный, опухолевый);
- ювенильный дерматополимиозит (детский);
- дерматомиозит (полимиозит) в сочетании с другими диффузными болезнями соединительной ткани.

### По течению
- острое;
- подострое;
- хроническое.

## Клиника
Клинические проявления многообразны, они обусловлены генерализованным поражением микроциркуляторного русла, но ведущими являются кожный и мышечный синдром.

### Кожные изменения
Классическими кожными проявлениями являются симптом Готтрона и гелиотропная сыпь.
Симптом Готтрона — появление красных и розовых, иногда шелушащихся узелков и бляшек на коже в области разгибательных поверхностей суставов (чаще межфаланговых, пястнофаланговых, локтевых и коленных). Иногда симптом Готтрона представлен только неярким покраснением, впоследствии полностью обратимым.
Гелиотропная сыпь — представляет собой лиловые или красные кожные высыпания на верхних веках и пространстве между верхним веком и бровью (симптом «лиловых очков»), часто в сочетании с отёком вокруг глаз. Сыпь может располагаться также на лице, на груди и шее (V-образная), на верхней части спины и верхних отделах рук (симптом «шали»), животе, ягодицах, бёдрах и голенях. Часто на коже у больных появляются изменения по типу ветки дерева (древовидное ливедо) бордово-синюшного цвета в области плечевого пояса и проксимальных отделов конечностей.
Ранним признаком заболевания могут быть изменения ногтевого ложа, такие как покраснение околоногтевых валиков и разрастание кожи вокруг ногтевого ложа. Кожные проявления при ДМ чаще предшествуют поражению мышц в среднем несколько месяцев или даже лет. Изолированное поражение кожи в дебюте встречается чаще, чем поражение мышц и кожи одновременно.

### Поражение скелетных мышц
Кардинальным симптомом является различной степени выраженности симметричная слабость мышц плечевого и тазового поясов, сгибателей шеи и мышц брюшного пресса. Обычно замечают затруднение в выполнении повседневных действий: подъём по лестнице, вставание с низкого стула и т. д. Прогрессирование заболевания приводит к тому, что больной плохо удерживает голову, особенно когда ложится или встаёт. Грозными симптомами является поражение дыхательной и глотательной мускулатуры. Вовлечение межрёберных мышц и диафрагмы может привести к дыхательной недостаточности. При поражении мышц глотки изменяется тембр голоса, начинается гнусавость, попёрхивание, возникают трудности при глотании пищи. Нередко пациенты жалуются на мышечную боль, хотя мышечная слабость может протекать и без болевого синдрома.
Воспалительные изменения в мышцах сопровождаются нарушением их кровоснабжения, доставки питательных веществ, что приводит к уменьшению мышечной массы, разрастанию в мышцах соединительной ткани и развитию сухожильно-мышечных контрактур.

### Поражение лёгких
Поражение лёгочной системы у больных с дерматомиозитом обусловлено рядом факторов: мышечный синдром (гиповентиляция), присутствие и развитие инфекции, аспирации при глотании, развитие интерстициальной пневмонии и фиброзирующего альвеолита. Мышечная слабость, которая распространяется на дыхательные мышцы, в том числе и диафрагму, становится причиной снижения вентиляционной функции лёгких. Клинически это выражается в частом и поверхностном дыхании, инспираторной одышке, развитии гипостатической пневмонии. Дисфагия с аспирацией жидкости и пищи в лёгкие обусловливает развитие аспирационной пневмонии. Поражение лёгких выявляется у 5–46 % больных дерматомиозитом, главным образом в виде интерстициальной пневмонии, фиброзирующего альвеолита и фиброза. Одышка и кашель, хрипы и крепитация наблюдаются при выраженном поражении лёгких. Лёгочные функциональные тесты указывают на преимущественно рестриктивный тип нарушений со снижением общей и жизненной ёмкости лёгких, гипоксемия характеризуется умеренным снижением диффузионной способности лёгких. Выделяют определённые субтипы интерстициального поражения лёгких, которые следует учитывать при диагностике и лечении дерматомиозита:
- Острый или подострый тип с тяжёлой быстропрогрессирующей одышкой и нарастающей гипоксемией уже в первые месяцы заболевания.
- Хронический тип с медленнопрогрессирующей одышкой.
- Асимптомный тип, протекает субклинически, выявляется при рентгенологическом и функциональном исследовании лёгких.

Первый тип интерстициального поражения лёгких имеет наихудший прогноз и требует ранней активной терапии глюкокортикостероидами, цитостатиками и др. Лёгочный фиброз развивается у 5–10 % больных. Он характеризуется нарастающей инспираторной одышкой, сухим кашлем, крепитирующими хрипами в нижних отделах лёгких, нарастающей дыхательной недостаточностью. Необходимо иметь в виду возможность развития опухолевого, чаще метастатического, процесса в лёгких.

### Другие симптомы
Кальциноз мягких тканей (преимущественно мышц и подкожной жировой клетчатки) является особенностью ювенильного варианта заболевания, наблюдается в 5 раз чаще, чем при ДМ у взрослых [1], и особенно часто в дошкольном возрасте. Кальциноз может быть ограниченный или диффузный, симметричный или асимметричный, представляет собой отложение депозитов солей кальция (гидроксиапатитов) в коже, подкожной клетчатке, мышцах или межмышечных пространствах в виде единичных узелков, крупных опухолевидных образований, поверхностных бляшек. При поверхностном расположении кальцинатов возможна воспалительная реакция окружающих тканей, нагнаивание и отторжение их в виде крошковатых масс. Глубоко расположенные кальцинаты мышц, особенно единичные, можно выявить только при рентгенологическом исследовании.
Поражение суставов
Суставной синдром может проявляться болями и ограничением подвижности в суставах, утренней скованностью как в мелких, так и в крупных суставах. Припухлость встречается реже. Как правило при лечении все изменения в суставах претерпевают обратное развитие.
Поражение сердца
Системный мышечный процесс и поражение сосудов обуславливает частое вовлечение в патологический процесс миокарда, хотя при ДМ могут страдать все три оболочки сердца и коронарные сосуды, вплоть до развития инфаркта. В активный период у больных отмечается тахикардия, приглушённость сердечных тонов, нарушения ритма.
Поражения желудочно-кишечного тракта
Основной причиной поражения ЖКТ при ДМ является распространенное поражение сосудов с развитием нарушения питания слизистой оболочки, нарушением нервной проходимости и поражением гладкой мускулатуры. Возможна клиника гастрита, колита, в том числе эрозивно-язвенные поражения. При этом могут наблюдаться незначительные или профузные кровотечения, возможна перфорация, приводящая к перитониту.
Эндокринные нарушения
Проявляются изменениями функциональной активности половых желёз, гипофизарно-надпочечниковой системы, которые могут быть связаны как с тяжестью заболевания и васкулитом, так и с проводимой стероидной терапией.

## Диагностика
Основой для диагноза является клиническая картина.
В общем анализе крови при ДМ имеется только умеренно повышенная СОЭ, небольшой лейкоцитоз.
В биохимическом анализе крови характерно повышение т. н. «ферментов мышечного распада» (креатинфосфокиназы, лактатдегидрогеназы, АЛТ, АСТ, альдолазы), что имеет диагностическое значение. При остром процессе КФК и ЛДГ может превышать норму в 10 раз и более.
Иммунологические исследования: АТ к гистидил тРНК синтетазе (Jo 1).
Инструментальные методы — биопсия мышц — для подтверждения диагноза.

## Лечение
Основа лечение — глюкокортикоиды, по показаниям цитостатики (метотрексат, циклофосфамид, азатиоприн) и препараты, направленные на устранение нарушений микроциркуляции, обмена веществ, поддержание функций внутренних органов, предотвращение осложнений заболевания и терапии.